# Прилль, Эмиль
Эмиль Прилль (нем. Emil Prill; 10 мая 1867, Штеттин — 28 февраля 1940, Берлин) — немецкий флейтист. Сын дирижёра Карла Прилля (1838—1876), брат Карла и Пауля Приллей.
Первые уроки игры на флейте получил у своего отца. В детстве с большим успехом гастролировал со своими братьями по Германии, Швеции, Дании и России. С 1881 по 1883 учился в Берлинской Высшей школе музыки у Иоахима Андерсена. После этого некоторое время работал в Санкт-Петербурге и Москве, а с 1888 г. в Царской Музыкальной Школе в Харькове. С 1889 по 1892 — солист Филармонического оркестра в Гамбурге, с 1892 — солист в Берлинской Опере. В 1896 принял участие в изобретении ми-механики на флейте системы Бёма. С 1903 по 1934 преподавал в Берлинской Высшей школе музыки (с 1912 — профессор).
Играл на золотой флейте системы Бёма, сделанной для него немецким флейтовым мастером Эмилем Риттерсхаузеном.
Автор этюдов, школы игры на флейте (для флейт системы Бёма), переложений для флейты. Автор путеводителя по флейтовой литературе (нем. Führer durch die Flöten-Literatur; 1899).